# Вергіне Свазлян
Вергіне Гарніківна Свазлян (вірм. Վերժինե Գառնիկի Սվազլյան, нар. 1 березня 1934 року в Александрії) — радянська і вірменська науковиця, етнографка, фольклористка-вірменознавиця та історик-геноцидознавиця. Провідна наукова співробітниця Інституту археології та етнографії Національної академії наук Республіки Вірменія, доктор філологічних наук, професор Національної академії наук Республіки Вірменія. Заслужена діячка науки Республіки Вірменія (2016). Відома як збирачка творів вірменського народної творчості і дослідниця геноциду вірмен в культурі.

## Життєпис
Народилася 1 березня 1934 року в Александрії (Єгипет) у родині письменника і громадського діяча Гарніка Свазляна, що втік з Османської імперії. Навчалася в школі імені Погосяна, де отримала початкову освіту, і в школі сестер непорочного зачаття з поглибленим вивченням французької мови. У 1947 році репатріювалася з батьками до Вірменської РСР, закінчивши в 1954 році Вірменський державний педагогічний інститут імені Х. А. Абовяна, кафедру вірменської мови і літератури.
У 1958 році Свазлян влаштувалася працювати в Інститут літератури імені М. Абегяна при Академії наук Вірменської РСР, її науковим керівником був К. А. Мелік-Оганджанян. У 1961 році Вергіне Свазлян перейшла на роботу до Інституту археології і етнографії Академії наук Вірменської РСР, в 1996—2004 роках — входила до Наукової ради Музею-інституту Геноциду вірмен.
У 1965 році захистила дисертацію на здобуття наукового ступеня кандидата філологічних наук про життя та діяльність збирача західновірменського фольклору Саркіса Айкуні. Через три десятиліття, у 1995 році, захистила дисертацію на здобуття наукового ступеня доктора філологічних наук на тему «Усні перекази вірмени Кілікії». З 1996 року входить до Професійної ради Інституту археології та етнографії Національної академії наук Республіки Вірменія.
Вергіне Свазлян — авторка понад 500 наукових праць, опублікованих у Вірменії та за кордоном. У 2011 році вийшла її книга «Геноцид вірмен: свідчення очевидців, які пережили геноцид», перекладена шістьма мовами (в тому числі турецькою у 2013 році).

## Наукова діяльність
Вергіне Свазлян прославилася понад 60-річною діяльністю в галузі фольклору: вона записувала і відновлювала твори усної народної творчості вірмен із Західної Вірменії, Кілікії та Анатолії, подорожуючи по селах і вивчаючи розповіді тих, хто у свій час покинув історичну батьківщину, рятуючись від геноциду. Також вона збирала вірменські народні казки, які склали та розповіли уродженці Західної Вірменії, які в 1915 році втекли до Російської імперії. Неодноразово брала участь у республіканських і міжнародних конференціях, виступала з доповідями про вірменської діаспори на теми філології, етнографії, геноциду вірменського питання.

## Вибрані наукові роботи[9]
- Վարդավառի հեթանոսական ակունքները արեւմտահայոց բանահիւսութեան մէջ: Յօդուած-ուսումնասիրութիւններ, 2001: տիտղթ. (Վերժինէ Սվազլեան)
- Հայ ժողովրդական հեքիաթներ: տիտղթ. (File shredder max. Սվազլյան)
- Հայ ազգագրություն և բանահյուսություն = Вірменська етнографія і фольклор: Նյութեր և ուսումնասիր., տիտղթ. (File shredder max.Գ. Սվազլյան)
- Մուսա լեռան ազգագրությունը = The Етнографії of Moussa Dagh = Етнографія Муса дага, 2001: տիտղթ. (Վերժինե Սվազլյան)
- Մեծ եղեռն: Արևմտահայ բանավոր վկայություններ, 1995: տիտղթ. (Վերժինե Գառնիկի Սվազլյան)
- Геноцид в спогадах і туркомовних піснях західних вірмен, 1997: т.л. (Вержине Гарниковна Свазлян)
- Folklore of the Armenians of Constantinople, 2000: t.p. (Verjine Svazlian)
- The armenian genocide and historical memory, 2004: t.p. (Verjine Svazlian)

## Нагороди[10]
- Медаль «Ветеран праці» (1975)
- Грамота Президії Академії наук Вірменської РСР (1983)
- Золота медаль «Мусадаг» (1985)
- Почесний громадянин Зейтуна (1992)
- Почесний громадянин Васпуракана (1999)
- Грамота Президії Національної академії наук Республіки Вірменія (2000)
- Премія «Айкашен Узузнян» культурного союзу діаспори «Текеян» (2002)
- Пам'ятна медаль Фрітьофа Нансена і міжнародного комітету «Істина для вірмен» (2003)
- Професор Паризької вірменознавчої академії «Арарат» (2004)
- Золота пам'ятна медаль Культурного союзу стамбульських вірмен у Монреалі (2005)
- Пам'ятна медаль Месропа Маштоца філії ВАБС у Сирії (2005)
- Премія Президента Республіки Вірменія «За значний внесок у справу визнання геноциду вірмен» (2006)[11]
- Почесний громадянин Хаджіна (2006)
- Золота пам'ятна медаль «Ключ Нілу» Вірменського політичних зборів Александрії (2006)
- Медаль Американського бібліографічного інституту «Найбільша думка XXI століття» (2008)
- Пам'ятна медаль «Перший вірменський першодрукар Акоп Мегапарт» (2009)
- Медаль «Тричі великий філософ Давид Анахт» Вірменської філософської академії (2011)
- Медаль Мовзеса Горенаці (2013)
- Заслужений діяч науки Республіки Вірменія (2016)